# Mashhad Rīzeh
Mashhad Rīzeh (persiska: مشهد ريزه) är en ort i Iran.   Den ligger i provinsen Khorasan, i den östra delen av landet, 800 km öster om huvudstaden Teheran. Mashhad Rīzeh ligger 1 116 meter över havet och antalet invånare är 8 307.
Terrängen runt Mashhad Rīzeh är platt åt nordost, men åt sydväst är den kuperad. Runt Mashhad Rīzeh är det ganska glesbefolkat, med 30 invånare per kvadratkilometer. Mashhad Rīzeh är det största samhället i trakten. Omgivningarna runt Mashhad Rīzeh är i huvudsak ett öppet busklandskap.